# Краб с золотыми клешнями
«Краб с золотыми клешнями» (фр. Le Crabe aux pinces d’or) — девятый альбом из серии «Приключения Тинтина» бельгийского карикатуриста Эрже.
Комикс ознаменовал первое появление капитана Хэддока, одного из главных героев серии. Альбом публиковался еженедельно в бельгийской газете Le Soir  с октября 1940 по октябрь 1941, а затем был опубликован в сборнике Casterman в 1941 году.
История повествует о молодом бельгийском репортёре Тинтине и его собаке Милу, которые отправляются в Марокко, чтобы преследовать международных контрабандистов опиума.

## Сюжет
Тинтин узнаёт от Дюпона и Дюпонна о деле, связанном с утонувшим моряком, найденным с клочком бумаги из банки с крабовым мясом, на котором было написано слово «Карабуджан». Его последующее расследование и похищение японца, заинтересованного в том, чтобы передать ему письмо, приводят Тинтина на корабль под названием «Карабуджан», где его похищает синдикат преступников, спрятавших опиум в банках с крабами. Тинтин сбегает из своей запертой комнаты после того, как Милу пережёвывает его путы и сталкивается с капитаном Хэддоком, капитаном дальнего плавания, которым манипулирует его первый помощник Аллан, и который не знает о преступной деятельности своей команды. Обманув Аллана и его людей, Тинтин, Милу и Хэддок сбегают с корабля на спасательной шлюпке, отправив радиосообщение в полицию.
Застрявшие в море, гидросамолет пытается напасть на них; Тинтин и капитан захватывают самолёт, связывают пилотов и пытаются добраться до Испании. Пьяное поведение Хэддока во время шторма заставляет их совершить аварийную посадку в пустыне Сахаре, где пилоты спасаются. После перехода через пустыню и почти смерти от обезвоживания, Тинтин и Хэддок спасаются и доставляются на французский форпост, где они слышат по радио, что шторм потопил «Карабуджан». Они отправляются в Баггар, марокканский порт, и по пути подвергаются нападению туарегов. В Баггаре капитан узнает «Карабуджан», замаскированный под другой корабль, но его похищают его бывшие члены экипажа. Тем временем Тинтин встречает Дюпона и Дюпонна и узнает, что богатый торговец Омар Бен Салаад продает банки из-под крабов, которые используются для контрабанды опиума.
Пока Дюпон и Дюпонн тайно расследуют Бен Салаада, Тинтин выслеживает Аллана и остальную часть банды и спасает капитана Хэддока, но они оба опьяняются парами от винных бочек, пробитых в перестрелке со злодеями. Хэддок преследует члена банды от подвала до входа за книжным шкафом в доме Салаада. Протрезвев, Тинтин обнаруживает ожерелье из краба с золотыми клешнями у теперь уже подавленного владельца винного погреба Омара бен Салаада и понимает, что он является лидером наркокартеля. Аллан угоняет лодку и пытается сбежать, но Тинтин ловит его. Полиция арестовывает банду и освобождает японца, который представляется как Бунджи Кураки, полицейский детектив, который пытался предупредить Тинтина о группе, с которой он столкнулся. Он расследовал дело утонувшего моряка из команды Хэддока; матрос чуть не принес ему опиум, прежде чем его устранили. Включив радио, Тинтин узнает, что благодаря ему вся организация Краба с Золотыми Клешнями оказалась за решеткой.

## Экранизации и адаптации
Одноимённый мультфильм 1947 года полностью посвящён альбому «Краб с золотыми клешнями». Комикс «Краб с золотыми клешнями» был включён в мультсериал Приключения Тинтина (1957) и мультсериал Приключения Тинтина (1992). Альбом «Краб с золотыми клешнями», наряду с «Сокровищем Красного Ракхама» и «Секретом „Единорога“», положен в основу фильма Стивена Спилберга «Приключения Тинтина: Тайна „Единорога“».